# Carmen Cristina Garzón Reyes
Carmen Cristina Garzón Reyes (Ibagué, 13 de mayo de 1954-Bogotá, c. 7 de noviembre de 1985) fue una veterinaria y guerrillera colombiana, perteneciente al Movimiento 19 de abril (M-19).

## Biografía
Nacida en Ibagué. Era veterinaria de la Universidad del Tolima, esposa de Armando Martínez y madre de Luisa Violeta Martínez Garzón. Fue militante de la guerrilla del M-19, participando en la Toma del Palacio de Justicia en 1985, donde atacó al Ejército Nacional.

## Muerte
Desapareció durante la retoma del ejército en noviembre de 1985. Sus restos fueron encontrados en una fosa común en 2014 y entregados a su familia en 2017.